# Nemoleon macilentus
Nemoleon macilentus is een insect uit de familie van de mierenleeuwen (Myrmeleontidae), die tot de orde netvleugeligen (Neuroptera) behoort. 
Nemoleon macilentus is voor het eerst wetenschappelijk beschreven door Navás in 1914.